# Riu Jefferson

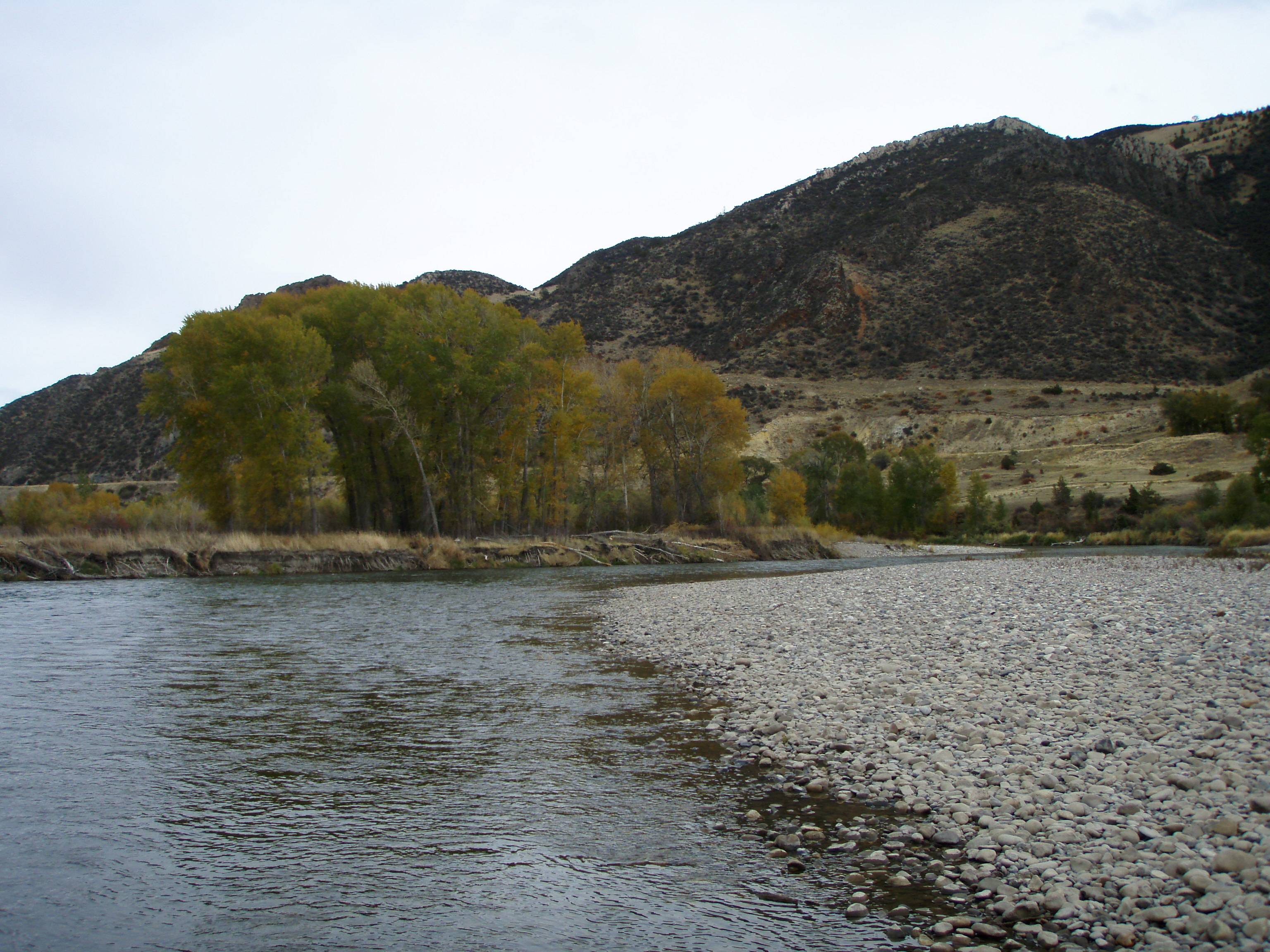
El riu Jefferson prop de Parrot Castle.

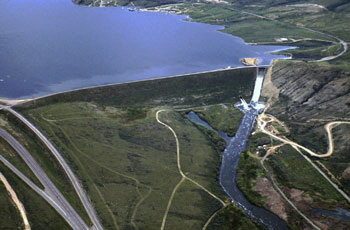
Embassament Clark Canyon, en el riu Beaverhead (curs alt del riu Jefferson).

El riu Jefferson (en anglès: Jefferson River) és un riu del nord-oest dels Estats Units. És una de les tres capçaleres, juntament amb el riu Madison i el riu Gallatin, que conflueixen a Three Forks per fer néixer el riu Missouri. Té una longitud de 124 km, encara que amb un dels seus afluents, el riu Beaverhead, arribaria fins als 362 km, convertint-se en la font més allunyada del riu Missouri.
Administrativament, el riu discorre íntegrament per l'estat de Montana.

## Geografia
El riu Jefferson i el riu Madison formen en la seva confluència el començament oficial del riu Missouri, al Parc Estatal de les capçaleres del Missouri («Missouri Headwaters State Park»), prop de Three Forks. A un quilòmetre aigua avall, pel nord-est, el riu Gallatin conflueix també amb el Missouri.

### Curs alt del riu Jefferson
L'afluent més allunyat, el Brower's Spring, es troba al voltant dels 2.700 m, a les muntanyes Centennial («Centennial Mountains»), en un dels vessants de la muntanya pròxima anomenada també Jefferson (3.114 m). El lloc està marcat per una fita de roques al rierol Hell Roaring, que flueix en el riu Xarxa Rock. El rierol Red Rock neix prop de la divisòria continental, al sud-oest del comtat de Beaverhead, prop de la frontera entre Montana i Idaho; les aigües de l'altre vessant transcorren cap al riu Henrys Fork, una de les fonts del riu Snake que acabaran a l'oceà Pacífic.
El rierol Red Rock es dirigeix en el primer tram en direcció est i discorre pel vessant septentrional de les muntanyes Centennial, en una vall limitada al nord per la serralada Gravelly («Gravelly Range»). En aquesta vall el rierol arriba aviat als llacs Alt i Baix Red Rock, on el rierol canvia el seu nom pel del riu. En aquest curs alt ambdós llacs i el riu formen part de la Red Rock Lakes Wilderness.
El riu Red Rock segueix cap a l'oest fins a arribar a l'embassament Lima i després a la petita localitat de Lima (242 hab. el 2000). En aquest punt, el riu vira cap al nord-oest i avança pel vessant nord-oriental de les muntanyes Tendoy; a partir de llavors la Interestatal I-15 ressegueix el curs del riu. Aquest passa per les petites localitats de Dell, Kid i Red Rock, i després arriba a l'embassament Clark Canyon (que forma part del parc «Clark Canyon Reservoir Park»), on rep les aigües del rierol Horse Prairie (un dels afluents del qual és el rierol Trail, que dona accés al pas Lehmi). L'embassament, el major del seu curs, va ser construït el 1961-64 i té una superfície d'aigua de 24 km².
A partir de l'embassament, el riu canvia el seu nom pel de riu Beaverhead. Vira el riu cap al nord-nord-est i travessa una vall molt encaixada, en el qual passa per Graying, Dalys i Barretts. Surt després a una vall àmplia i arriba a Dillon (3.752 hab.), la localitat més important del seu curs, i després a Twin Bridges (400 hab.), on rep els rius Ruby (122 km) i Big Hole (246 km). A partir de llavors, es dona ja el naixement oficial del riu Jefferson. El tram del riu Beaverhead té una longitud de 130 km.

### Riu Jefferson
El riu, ja com a riu Jefferson, segueix el mateix rumb nord-oest, passant entre les muntanyes Tobacco Roots, a l'est, i les muntanyes Higland, a l'oest. Arriba a Silver Start, Waterloo, Piedmont i Whitehall (1.044 hab.), on rep per l'esquerra dos importants rierols: el primer, i procedent de l'oest, el Big Pipestone i després, i procedent del nord, i el Whitehall. Aquí el riu Jefferson gira cap a l'est i arriba poc després a Carwell (40 hab.), on rep per l'esquerra i també procedent des del nord el riu Boulder (114 km). Després, surt de l'àmplia vall per un canyó bastant encaixat, vorejant el cim London pel nord, per arribar finalment a Three Forks (1.728 hab.), aproximadament 45 km a l'oest-nord-oest de Bozeman (27.509 hab.). Molt a prop, s'hi uneix primer el riu Madison i forma el riu Missouri, i a menys d'un quilòmetre a baix, s'hi suma el riu Gallatin, el tercer ramal.
El riu, a efectes d'accés públic amb finalitats recreatives, és considerat de Classe I des del seu origen a la confluència dels rius Big Hole i Beaverhead, fins a Three Forks, en convertir-se en el riu Missouri.

## Història
L'Expedició de Lewis i Clark va visitar el lloc el 28 de juliol de 1805. Meriwether Lewis en el seu diari va escriure:
| « | Tant al capità C.[Lark] com a mi ens corresponia l'opinió respecte de la impropietat d'anomenar a qualsevol d'aquests [tres] rierols el Missouri i, en conseqüència, vam acordar nomenar-los segons el president dels Estats Units i els secretaris del Tresor i d'Estat. | » |

Aquest ramal va ser anomenat en honor de Thomas Jefferson, en aquell moment president dels Estats Units.